# Victor Henry

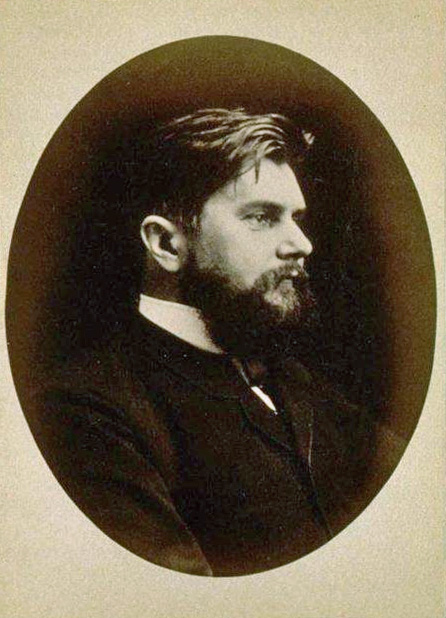
Victor Henry

Victor Henry (ur. 17 sierpnia 1850 w Colmar, zm. 6 lutego 1907 w Sceaux) – francuski językoznawca.
W Antonomiach językowych (Antinomies linguistiques) poddał krytyce założenia dziewiętnastowiecznego językoznawstwa historyczno-porównawczego. W Języku marsjańskim (Le Langage martien) analizował przypadek glosolalii u Hélène Smith, którym interesowali się także Ferdinand de Saussure i Théodore Flournoy. Badał także język bretoński (Lexique étymologique du breton moderne).

## Dzieła
- Antinomies linguistiques (Antonomie językowe), 1896
- Lexique étymologique du breton moderne, 1900
- Le Langage martien (Język marsjański), 1901